# El Cañavate
El Cañavate é um município da Espanha, na província de Cuenca, comunidade autônoma de Castela-Mancha. Tem 36,10 km² de área e em 2021 tinha 140 habitantes (densidade: 3,9 hab./km²). Limita com os municípios de Cañada Juncosa, Honrubia, San Clemente e Santa María del Campo Rus.